# Szerencsecsillag (film, 2012)
A Szerencsecsillag (eredeti cím: The Lucky One) 2012-ben bemutatott amerikai romantikus filmdráma, melyet Nicholas Sparks azonos című regényéből Scott Hicks rendezett. A főbb szerepekben Zac Efron, Taylor Schilling, Blythe Danner és Jay R. Ferguson látható.
Az Amerikai Egyesült Államokban 2012. április 20-n bemutatott film gyenge kritikákat kapott, de jegyeladási szempontból jól teljesített.

## Rövid történet
Egy amerikai tengerészgyalogos Irakban szolgálva talál egy fiatal nőről készült képet és kabalaként magánál hordja azt. Később kinyomozza a nő személyazonosságát, felkeresi őt és romantikus kapcsolatba kerülnek.

## Cselekmény
Logan Thibault (Zac Efron) amerikai tengerészgyalogos őrmester hazatér Irakból, egy ismeretlen nőről készült fénykép miatt, amit küldetése alatt talált. Elmondása szerint kabalaként ez a kép tartotta őt életben. Kideríti, hogy a fotón szereplő nőt Bethnek hívjak. Nyomozásba kezd, megtudja a címét, majd megjelenik nála. Egy kutyákkal foglalkozó központban talál munkát, amit a nő és annak nagymamája vezet. Beth először gyanakodva fogadja a férfi történetét. Logan összebarátkozik Beth kisfiával, de a nő volt férjét magára haragítja. Mindent elsöprő szerelem alakul ki Beth és Logan között, ami mindkettőjük számára az újrakezdés lehetőségét tartogatja.

## Szereplők
| Színész              | Szerep                 | Magyar hang     |
| -------------------- | ---------------------- | --------------- |
| Zac Efron            | Logan Thibault         | Markovics Tamás |
| Taylor Schilling     | Elizabeth "Beth" Green | Pálmai Anna     |
| Blythe Danner        | Ellie                  | Andai Györgyi   |
| Jay R. Ferguson      | Keith Clayton          | Sarádi Zsolt    |
| Riley Thomas Stewart | Benjamin "Ben" Clayton |                 |
| Adam LeFevre         | Clayton bíró           |                 |
| Joe Chrest           | Moore rendőr           |                 |
| Ann McKenzie         | Charlotte Clayton      |                 |
| Kendal Tuttle        | Drake "Aces" Green     |                 |
| Robert Terrell Hayes | Victor                 |                 |
| Russ Comegys         | Roger Lyle             |                 |
| Sharon Morris        | Miller igazgató        |                 |

## Fordítás
- Ez a szócikk részben vagy egészben  a   The Lucky One (film) című angol Wikipédia-szócikk fordításán alapul.  Az eredeti cikk szerkesztőit annak laptörténete sorolja fel. Ez a jelzés csupán a megfogalmazás eredetét és a szerzői jogokat jelzi, nem szolgál a cikkben szereplő információk forrásmegjelöléseként.